# Kobresia vidua
Kobresia vidua là loài thực vật có hoa trong họ Cói. Loài này được (Boott ex C.B.Clarke) Kük. mô tả khoa học đầu tiên năm 1909.